# محافظة بايرنسدال
محافظة بايرنسدال هي مدينة، في أستراليا، تقع في ولاية فيكتوريا، بلغ عدد سكانها 7,580  نسمة وذلك حسب إحصائيات سنة 2016، رمزها البريدي هو 3875.

## المناخ
يظهر الجدول التالي التغييرات المناخية على مدار السنة لمحافظة بايرنسدال:
| البيانات المناخية لـمحافظة بايرنسدال | البيانات المناخية لـمحافظة بايرنسدال | البيانات المناخية لـمحافظة بايرنسدال | البيانات المناخية لـمحافظة بايرنسدال | البيانات المناخية لـمحافظة بايرنسدال | البيانات المناخية لـمحافظة بايرنسدال | البيانات المناخية لـمحافظة بايرنسدال | البيانات المناخية لـمحافظة بايرنسدال | البيانات المناخية لـمحافظة بايرنسدال | البيانات المناخية لـمحافظة بايرنسدال | البيانات المناخية لـمحافظة بايرنسدال | البيانات المناخية لـمحافظة بايرنسدال | البيانات المناخية لـمحافظة بايرنسدال | البيانات المناخية لـمحافظة بايرنسدال |
| الشهر                                | يناير                                | فبراير                               | مارس                                 | أبريل                                | مايو                                 | يونيو                                | يوليو                                | أغسطس                                | سبتمبر                               | أكتوبر                               | نوفمبر                               | ديسمبر                               | المعدل السنوي                        |
| ------------------------------------ | ------------------------------------ | ------------------------------------ | ------------------------------------ | ------------------------------------ | ------------------------------------ | ------------------------------------ | ------------------------------------ | ------------------------------------ | ------------------------------------ | ------------------------------------ | ------------------------------------ | ------------------------------------ | ------------------------------------ |
| الدرجة القصوى °م (°ف)                | 44.0 (111.2)                         | 46.2 (115.2)                         | 40.8 (105.4)                         | 37.5 (99.5)                          | 29.4 (84.9)                          | 25.0 (77.0)                          | 22.7 (72.9)                          | 27.0 (80.6)                          | 35.4 (95.7)                          | 34.9 (94.8)                          | 43.5 (110.3)                         | 41.6 (106.9)                         | 46.2 (115.2)                         |
| متوسط درجة الحرارة الكبرى °م (°ف)    | 25.9 (78.6)                          | 25.5 (77.9)                          | 24.0 (75.2)                          | 20.7 (69.3)                          | 17.6 (63.7)                          | 15.0 (59.0)                          | 14.6 (58.3)                          | 15.7 (60.3)                          | 17.7 (63.9)                          | 19.9 (67.8)                          | 21.8 (71.2)                          | 23.7 (74.7)                          | 20.2 (68.4)                          |
| متوسط درجة الحرارة الصغرى °م (°ف)    | 12.9 (55.2)                          | 12.9 (55.2)                          | 11.3 (52.3)                          | 8.7 (47.7)                           | 6.7 (44.1)                           | 4.7 (40.5)                           | 3.9 (39.0)                           | 4.5 (40.1)                           | 5.9 (42.6)                           | 7.5 (45.5)                           | 9.6 (49.3)                           | 11.3 (52.3)                          | 8.3 (46.9)                           |
| أدنى درجة حرارة °م (°ف)              | 4.2 (39.6)                           | 3.5 (38.3)                           | 2.0 (35.6)                           | 0.5 (32.9)                           | −3.0 (26.6)                          | −3.2 (26.2)                          | −5.4 (22.3)                          | −4.5 (23.9)                          | −2.2 (28.0)                          | −1.0 (30.2)                          | 1.6 (34.9)                           | 3.1 (37.6)                           | −4.5 (23.9)                          |
| معدل هطول الأمطار مم (إنش)           | 48.0 (1.89)                          | 47.0 (1.85)                          | 45.3 (1.78)                          | 58.2 (2.29)                          | 44.4 (1.75)                          | 64.7 (2.55)                          | 48.0 (1.89)                          | 36.6 (1.44)                          | 52.4 (2.06)                          | 60.9 (2.40)                          | 78.3 (3.08)                          | 61.5 (2.42)                          | 645.3 (25.4)                         |
| متوسط الأيام الممطرة (≥ 0.2mm)       | 8.8                                  | 8.3                                  | 9.4                                  | 11.3                                 | 13.1                                 | 13.7                                 | 13.8                                 | 13.3                                 | 13.8                                 | 13.5                                 | 11.9                                 | 11.2                                 | 142.1                                |
| المصدر: Bureau of Meteorology        |                                      |                                      |                                      |                                      |                                      |                                      |                                      |                                      |                                      |                                      |                                      |                                      |                                      |

## أعلام
- هوبير كليفورد
- ألان ليند
- تيم بول
- إرنست ديفيز
- باري ميرفي
- بروس إيفانز
- ألبرت ليند
- فرد واتسون